# Mariama Souley Bana
Mariama Souley Bana (sinh ngày 21 tháng 1 năm 1987) là một nữ vận động viên bơi lội người Niger. Bana đã thi đấu cho Niger tại Thế vận hội Mùa hè 2008 ở môn Bơi lội. Cô đã hoàn thành ở vị trí thứ 8 và cuối cùng ở vị trí thứ hai trong nội dung  tự do 50 mét nữ.